# Lammörs fjärden
Lammörs fjärden är en fjärd i Finland. Den ligger i landskapet Egentliga Finland, i den sydvästra delen av landet, 150 km väster om huvudstaden Helsingfors.
Lammörs fjärden avgränsas av Södra Bärsskäret i norr, Lotsholmen och Snäckeklobben i öster samt Lammörarna och Simpskär i söder. Den ansluter till Hamnholms gloppet i öster och Norrfjärden i väster.